# Laura Spiranovic
Laura Kate Spiranovic (* 18. November 1991 in Geelong, kroatische Schreibweise: Laura Špiranović) ist eine australische Fußballspielerin.

## Karriere
Spiranovic, Schwester des Fußballnationalspielers Matthew Spiranovic, steht seit der Saison 2011/12 beim australischen Erstligisten Melbourne Victory unter Vertrag. Mit Melbourne konnte sie in den Spielzeiten 2012/13 und 2013/14 jeweils das Play-off-Finale um die australische Meisterschaft erreichen. Während dieses 2013 noch mit 1:3 gegen den Sydney FC verloren ging, gewann Melbourne im darauf folgenden Jahr mit 2:0 gegen Brisbane Roar und errang erstmals in der Vereinsgeschichte den Meistertitel. Zum Saisonende 2013/14 verließ Spiranovic Melbourne Victory.

## Erfolge
- 2013/14: Australische Meisterschaft (Melbourne Victory)